# Defensa de Normandía
El artículo trata de la defensa de la zona francesa del desembarco en la Batalla de Normandía por parte de una flotilla de la Kriegsmarine alemana, entre el 5 de junio y el 15 de junio de 1944, durante la Segunda Guerra Mundial.

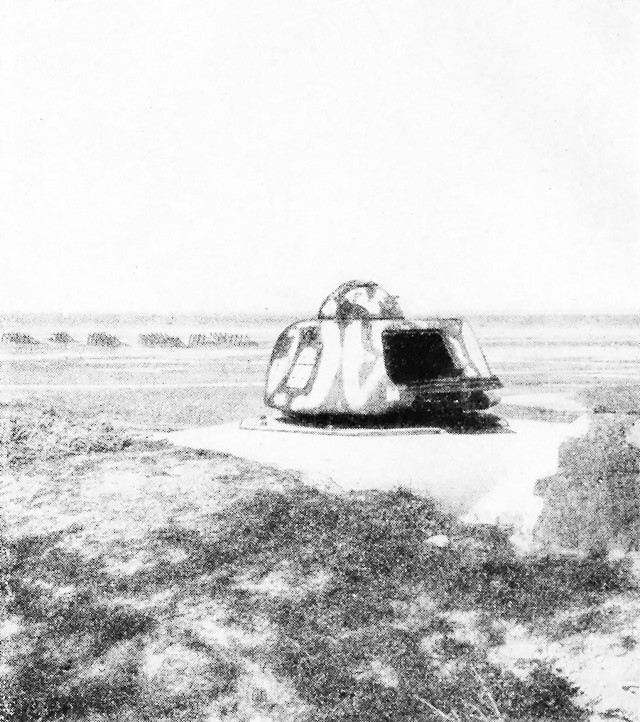
Torreta de ametralladora alemana en una playa de Normandía.

En París, al atardecer del 5 de junio de 1944, el Estado Mayor del almirante del frente del oeste recibe los informes de las estaciones de detección radioeléctricas. Estas no tienen nada que comunicar, pues los ataques aéreos sobre el “Muro del Atlántico”, por parte de la aviación aliada, forman ya parte de la rutina. Generalmente se presentan entrada la tarde, antes de la caída de la noche, volando casi a ras del agua, descargan sus bombas con el sol a sus espaldas y luego se retiran. Los alemanes que conforman la dotación del “Muro del Atlántico”, ya están acostumbrados a estas “visitas” vespertinas y esconden en los pisos inferiores lo que pueda ser destruido, para volverlo a sacar en cuanto pase el ataque. Así las cosas, los aviones aliados causan poco daño. Los ataques aéreos se repiten en la misma forma desde enero de 1944; desde Ostende hasta Brest, son atacadas las estaciones, por lo que es imposible determinar un posible lugar de desembarco.

## 5 de junio de 1944
.

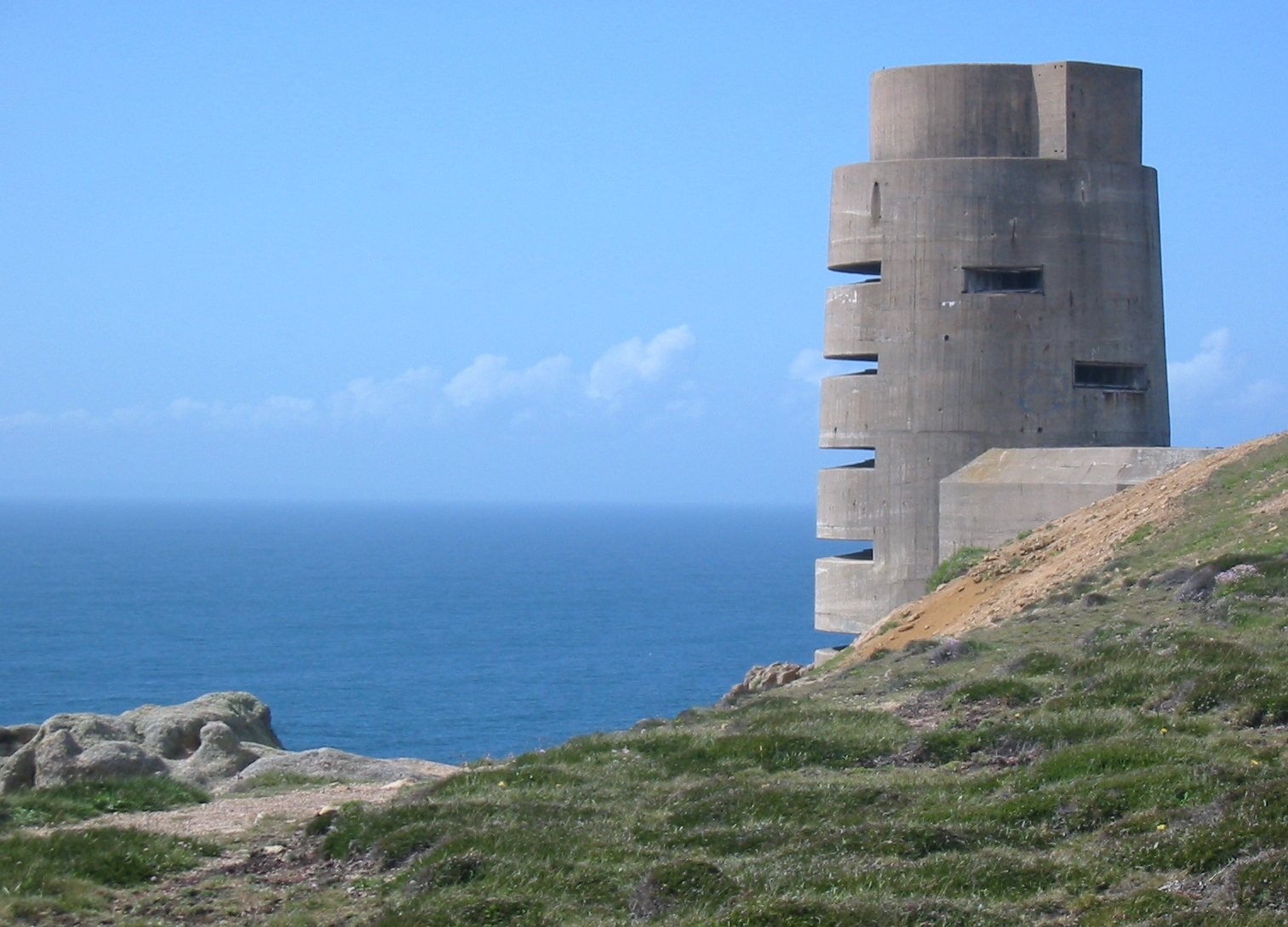
Torre de vigilancia que formaba parte del Muro del Atlántico. Construcciones de este tipo existían a lo largo del canal de la Mancha durante la ocupación alemana.

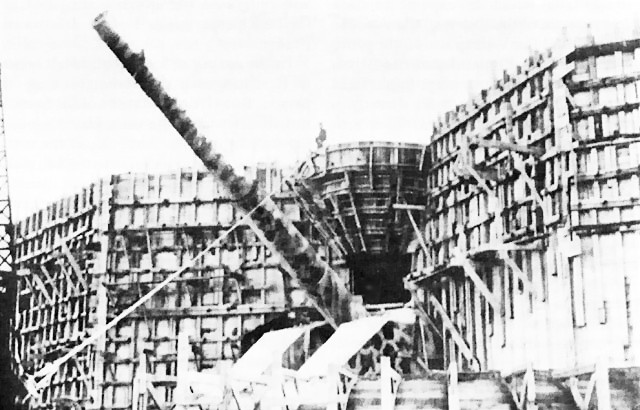
Construcción de una casamata alemana para artillería pesada costera en el paso de Calais.

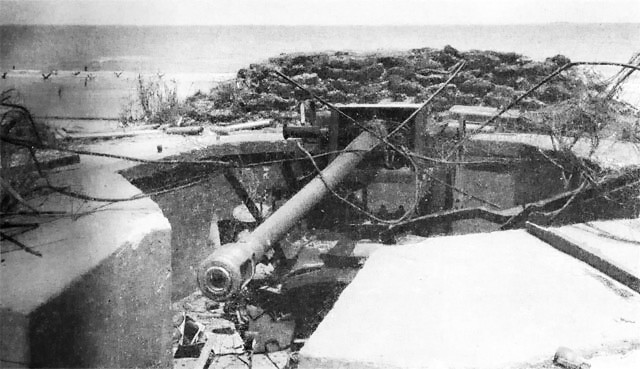
Defensas alemanas en las playas de Normandía.

Ese 5 de junio, el oficial competente del Estado Mayor anuncia al atardecer: “Las estaciones de vigilancia no señalan nada de particular”. El Estado alemán no ignora que los Aliados han realizado hace ya varias semanas un ejercicio de desembarco a gran escala en las costas del sur de Inglaterra. Conocen además que dicho ejercicio se hizo a la luz de la luna y marea baja. Los alemanes sacan una conclusión de ello: el desembarco real se efectuará con claro de luna y marea baja. También esperan los alemanes que se produzca este desembarco entre el 2 y el 7 de junio de 1944, pues los Aliados no volverán a tener esas condiciones favorables sino hasta después de varias semanas. Los primeros días de junio se desencadena una tempestad que produce fuertes marejadas, lo que convence al Estado Mayor de la imposibilidad de dicha acción. El almirante Krancke, jefe del Grupo Oeste, aprovecha esta circunstancia para inspeccionar al sur de Francia.
Sólo la estación del cabo de la Hague, en Cotentin, registra muchos contactos cerca de la isla inglesa de Wight, pero lo atribuyen a la presencia en la zona de un convoy ordinario. En la sede del Estado Mayor de Marina, en el Bosque de Bolonia, en París, sólo quedan dos oficiales de guardia. A las 1:50 horas comienzan a sonar los teléfonos: el capitán de navío Wegener, jefe del Tercer Negociado, los cita con urgencia en la sala de conferencias; termina diciendo por el teléfono: “Creo que el desembarco acaba de producirse”.
Al almirante Hoffmann, Jefe del Estado Mayor, se le informa de que se han producido los primeros actos de sabotaje. Ningún teléfono comunica ya con Contentin. La Resistencia francesa ha cortado los hilos telefónicos a las 1:45 horas. Los alemanes han previsto estos actos de sabotaje y se establece la comunicación por radio. A través de la radio llegan los primeros informes precisos de las estaciones de vigilancia, particularmente la de la península de Contentin y sus alrededores, y son bastante extraños. Una estación señala:

“Los radares de Braun señalan numerosísimos ecos. Perturbación en el funcionamiento muy curiosa. La pantalla está llena de ecos. Para evitar las interferencias enemigas hemos pasado a utilizar otra frecuencia, pero los ecos subsisten. Son muy numerosos”
Informe de la estación de Barfleur al inicio del desembarco#GGC11C

 El Estado Mayor en París comprende la situación: esos ecos no son interferencias, sino la flota de desembarco aliada que se dirige hacia la costa francesa. Pero hay aún oficiales escépticos que consideran que los ecos son demasiado numerosos y puede tratarse de gaviotas.
A las 2:30 horas llegan noticias más precisas al Estado Mayor. Se anuncian descensos de paracaidistas, de verdaderas escuadras de planeadores en la península de Contentin. Por los ecos del radar es fácil deducir que las naves convergen sobre Contentin. Después de superar los instantes de confusión y mala interpretación de los datos que les llegan de sus equipos detectores, las estaciones comienzan a transmitir fielmente cuanto las pantallas indican con respecto a la importancia y rumbo que sigue la escuadra enemiga. La aviación ataca con particular violencia. A pesar de que las estaciones transmiten ya datos exactos, en el Cuartel General de París y en el del Führer se niegan a creer lo que está pasando. La reacción de las fuerzas alemanas se produce a partir de las últimas horas de la tarde.
Entretanto, han informado al almirante Krancke de los acontecimientos y éste ordena: “Emitan inmediatamente la frase convencional: gran desembarco en la bahía del Sena”. Esta frase debe desencadenar el contraataque de la Kriegsmarine, la marina de guerra alemana. Poco después, todo lo que la marina posee en esta costa, que no es mucho, comienza a atacar por el flanco de la armada enemiga; se trata de la aglomeración más grande de buques que el mundo ha conocido jamás.

## La defensa de laKriegsmarine
El comandante del viejo torpedero alemán “Möwe” no cree que, con el mal estado de la mar - olas de más de 4 m, nubes bajas y visibilidad inferior a 3 km - los Aliados intenten hoy el desembarco, pero un nuevo telegrama le informa de que paracaidistas aliados han descendido en las proximidades de Caen. El “Möwe” junto con los torpederos “T-28” y “Jaguar” se dirigen a gran velocidad hacia “los objetivos señalados en el canal de la Mancha”. De los mensajes se deduce que, efectivamente, los Aliados han puesto en marcha el desembarco. Los comandantes de los tres torpederos no saben de qué forma sus tres frágiles embarcaciones pueden actuar contra la flota británica. Los tres torpederos alcanzan a un remolcador del Rin que avanza penosamente en la mar gruesa: se trata de un remolcador de 1910, que va en la misma ruta impulsado por dos ruedas.
Al amanecer, los tres torpederos atraviesan una densa capa de niebla artificial y se encuentran a 10 km de la flota de apoyo al desembarco, compuesta por acorazados y cruceros, debidamente protegidos por destructores; el núcleo de la flota de desembarco viene atrás. El buque británico más próximo es el acorazado “Warspite” que se encuentra a 8500 m. 
Los torpederos en su ataque lanzan 18 torpedos contra la escuadra británica, que son contestados por un fuego infernal contra ellos. Los buques ingleses salen indemnes del ataque de los torpedos. Los torpederos alemanes se repliegan, comprendiendo que nunca llegarán a los transportes de tropas.
Las fuerzas que puede agrupar la Kriegsmarine contra la flota de desembarco aliada son: 5 torpederos en El Havre, 16 barcos rápidos de vigilancia en Cherburgo, 7 en Bolonia, otros 7 en Scheveningen y Ostende, y forzando la situación aún se pueden sumar 4 destructores de Gironda y 3 torpederos de Brest. Eso es todo. Deben atacar, según cifras oficiales inglesas, a 6 acorazados, 2 monitores armados con artillería de 380 mm, 22 cruceros, 119 destructores, 133 fragatas y corbetas, 80 patrulleros, 60 buques rápidos de vigilancia y 25 flotillas de dragaminas. En los siguientes ataques de los torpederos, los Aliados reaccionan con violencia, pero a pesar de la abrumadora superioridad, sólo hunden 2 destructores, 1 torpedero y varios buques de vigilancia. 
El primer día del desembarco llegaron a las costas francesas 4266 navíos y buques de desembarco aliados. En el curso de los seis primeros días, fueron hundidos 64 buques y 106 fueron tocados y averiados. A pesar de que las pérdidas fueron “una picadura de mosquito” para la enorme flota aliada, el Alto Mando inglés decidió acabar de una vez para siempre con la flotilla alemana en la noche del 14 de junio de 1944.
Esa noche se desencadena un ataque aéreo en El Havre. Después de dos horas y media, sólo el “T-28” sale indemne; los otros han desaparecido y el “Möwe” arde sujeto por sus amarras junto al muelle. Así desaparece en una sola noche la flotilla de la Kriegsmarine con base en la costa atlántica francesa: son las 05:30 horas del 15 de junio de 1944.
En adelante, la Kriegsmarine prosigue la lucha con los buques rápidos de vigilancia supervivientes, algunos submarinos y las “armas de asalto”: torpedos humanos, lanchas explosivas y submarinos enanos.